# 韋克舍主教座堂
韋克舍主教座堂（Växjö domkyrka）是位於瑞典城市韋克舍的一座主教座堂。韋克舍主教座堂是瑞典信義會韋克舍教區的主教座堂。